# Rivière Goudron
Pour les articles homonymes, voir Goudron.
La rivière Goudron est affluent de la rive est de la rivière Kamouraska, laquelle se déverse sur la rive sud du fleuve Saint-Laurent à deux kilomètres à l’est du centre du village de Kamouraska.
La rivière Goudron coule sur la Côte-du-Sud dans les municipalités de Saint-André-de-Kamouraska, Sainte-Hélène-de-Kamouraska, Saint-Germain-de-Kamouraska, Saint-Pascal et Kamouraska, dans la municipalité régionale de comté (MRC) de Kamouraska, dans la région administrative du Bas-Saint-Laurent, dans la province de Québec, au Canada.

## Géographie
Tirant sa source d'une zone de marais dans la municipalité de Saint-André-de-Kamouraska, la rivière Goudon est située de chaque côté de l'autoroute 20 du côté sud de la ligne de partage des eaux avec le ruisseau Soucy-Lapointe. 
À partir de sa source, la rivière Goudron coule sur environ 20 km en zones agricoles et villageoises, répartis selon les segments suivants :
- vers le sud-ouest dans Saint-André-de-Kamouraska, jusqu'à la route de la Station ;
- vers le sud-ouest, jusqu'à l'autoroute 20 qu'elle traverse ;
- vers le sud-ouest, en longeant le côté nord-ouest de l'autoroute 20 qu'elle retraverse à la limite de Saint-André-de-Kamouraska et de Saint-Germain-de-Kamouraska ;
- vers le sud, jusqu'à la limite sud de la municipalité de Sainte-Hélène-de-Kamouraska ;
- vers le nord-est dans Sainte-Hélène-de-Kamouraska, jusqu'à la confluence d'un ruisseau venant du nord-est ;
- vers le sud-ouest, jusqu'à la rue de l'Église Nord que la rivière coupe au nord-ouest du centre du village de Sainte-Hélène-de-Kamouraska ;
- vers le sud-est, jusqu'à la limite de Saint-Germain-de-Kamouraska ;
- vers le sud-ouest en recueillant les eaux d'un ruisseau venant du sud-est et en traversant la route de Saint-Germain, jusqu'à la limite de Kamouraska ;
- vers le sud-ouest passant au sud-est de la montagne à Plourde, jusqu'à la confluence du ruisseau Poivrier ;
- vers le sud-ouest, passant au sud de la montagne à Coton et en coupant la rue Varin du côté est du village de Saint-Pascal, jusqu'au pont de la rue Rochette ;
- vers l'ouest, jusqu'à l'autoroute 20 ;
- vers le nord-ouest, jusqu'au rang de l'Embarras ;
- vers l'ouest, jusqu'à sa confluence.

Cette confluence est située à l'est du littoral sud-est de l'estuaire maritime du Saint-Laurent, au nord-est du centre du village de Saint-Pascal, au nord-ouest du centre du village de Kamouraska et au sud-ouest du centre du village de Saint-Germain-de-Kamouraska.

## Toponymie
Le toponyme rivière Goudron a été officialisé le 5 décembre 1968 par la Commission de toponymie du Québec.